# フジマート
株式会社フジマート（英: FUJIMART Co,.Ltd.）は、広島県廿日市市に本社を置くスーパーマーケットを運営する企業で、フジの完全子会社。 

## 概要
2012年9月にフジがスーパーふじおかから全12店舗のうちの10店舗を買収することを発表し、同年11月末にスーパーふじおかが10店舗の事業継承を行うための準備として会社分割によりフジマートが設立され、その翌日にフジがフジマートの全株式を取得して子会社化し、フジカンパニーズの一員として再スタートを切った。スーパーふじおかで使用されてきた「ピュアークック」（Pure Cook）の店舗ブランドを引き継ぎ、当社の店舗ブランドとして展開している。
設立当初は広島市・廿日市市・安芸郡府中町で展開していたが、2016年2月に店舗の閉店により安芸郡府中町から撤退。一方で2019年5月に同業他社からの譲受により呉市でも展開するようになった。また広島市南区の2店舗（洋光台店・東雲店）は親会社であるフジからの事業移管を受け、「ピュアークック」へ転換の上で開店した店舗である。
なお、群馬県を中心にフジタコーポレーションが運営している同名の店舗やかつて大阪府豊中市で同業をチェーン展開していた同名の会社、Olympicグループ傘下の株式会社Kマート（旧社名株式会社優翔）がかつて運営していたフジマートとは無関係である。

## 沿革
- 2012年（平成24年）
  - 11月30日 - 株式会社スーパーふじおかが会社分割により設立。
  - 12月1日 - 株式会社スーパーふじおかが保有していた株式会社フジマートの全株式を株式会社フジが取得し、株式会社フジの100%子会社となる。
- 2013年（平成25年）6月28日 - 設立後初の新規店舗となる五月が丘店が開店[4]。
- 2016年（平成28年）7月26日 - 株式会社フジから「フジ洋光台店」の事業移管を受け、洋光台店として開店[5]。
- 2018年（平成30年）10月18日 - 株式会社フジから「フジ・ZY東雲店」の事業移管を受け、ディスカウントストアからスーパーマーケットへ業態転換の上で東雲店として開店[6]。
- 2019年（令和元年）
  - 5月17日 - 株式会社三和ストアーから吉浦駅店・パセット長ノ木店・パセット中通店の3店舗を譲受、吉浦店・長ノ木店・中通店として3店舗同時に開店。呉市へ初進出した[7]。
  - 10月4日 - 毘沙門台店を新築移転[8]。
- 2020年（令和2年）
  - 9月11日 - 青葉台店をリニューアル[9]。
  - 11月19日 - 観音店をリニューアル[10]。
- 2021年（令和3年）
  - 6月17日 - 己斐上店をリニューアル[11]。
  - 11月18日 - あさひが丘店をリニューアル[12]。
- 2022年（令和4年）3月1日 - 株式会社フジとマックスバリュ西日本株式会社の経営統合に伴い、株式会社フジから総合小売業を会社分割により準備会社へ承継させる形で発足した株式会社フジ・リテイリングが当社の親会社となる。
- 2024年（令和6年）
  - 3月1日 - 株式会社フジが株式会社フジ・リテイリングとマックスバリュ西日本株式会社を吸収合併したことに伴い、当社の親会社が2年ぶりに株式会社フジに戻る。
  - 4月25日 - 長ノ木店をリニューアル[13]。

## 店舗

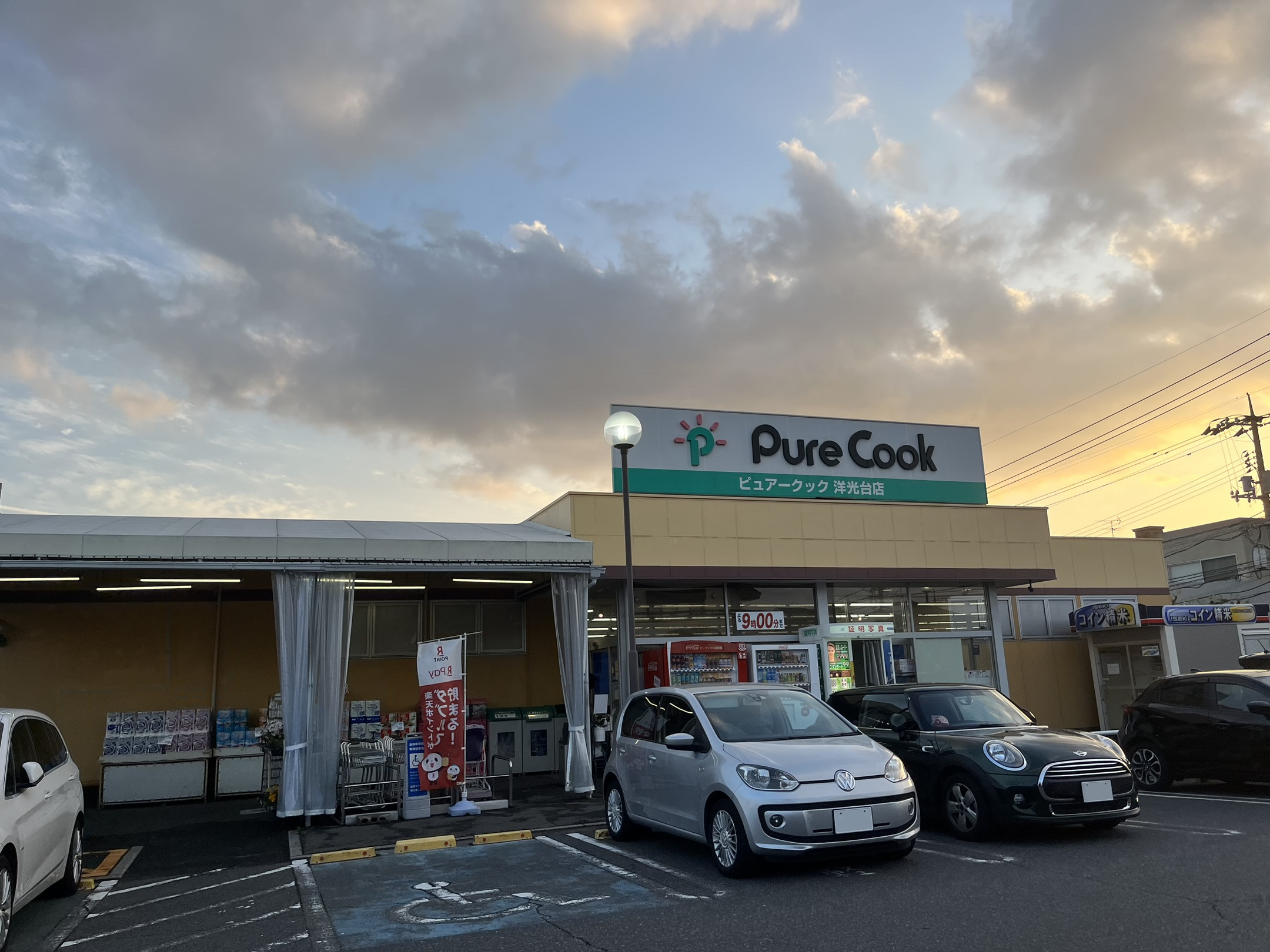
ピュアークック洋光台店（広島市南区向洋新町、2023年4月）

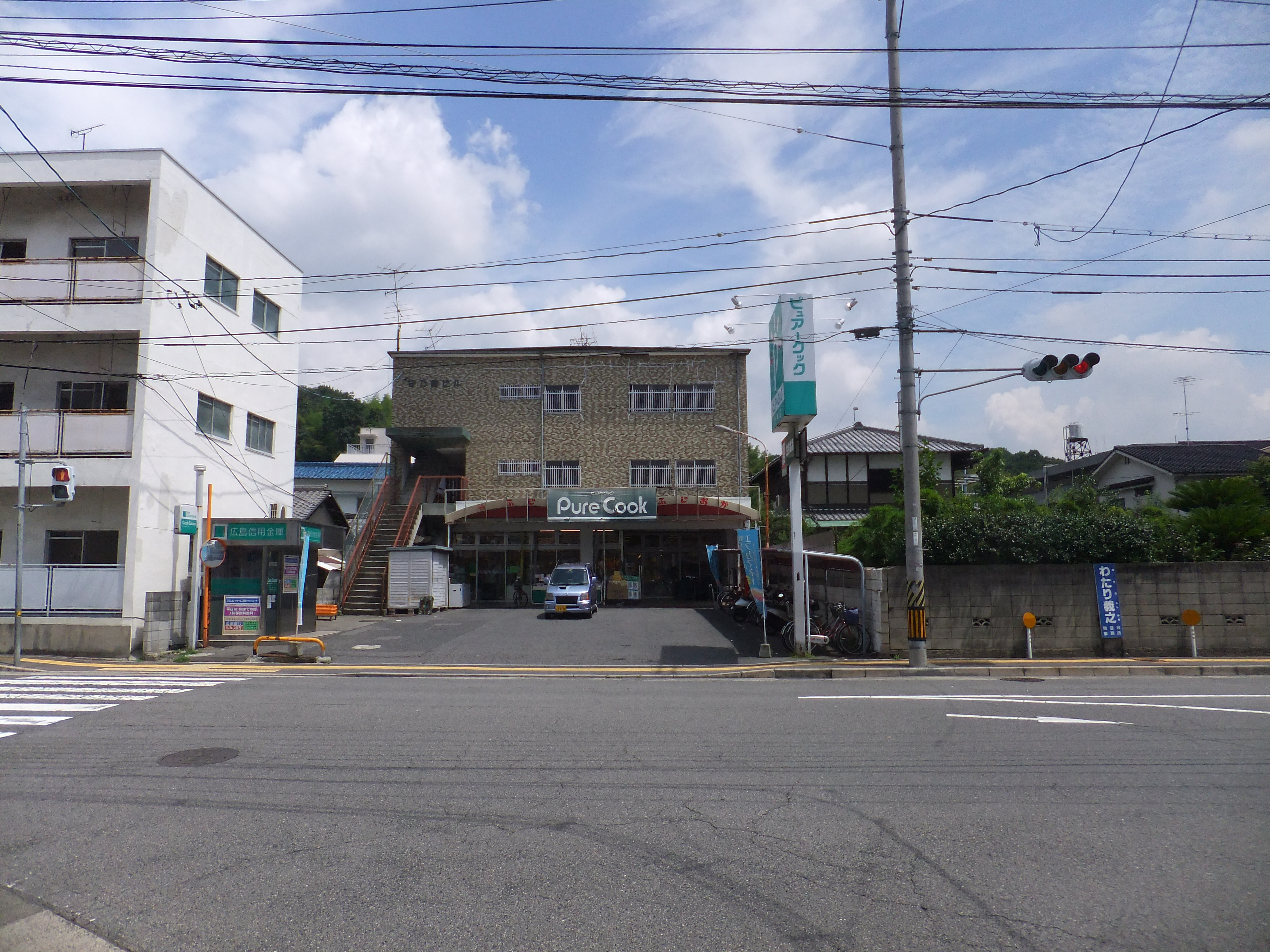
ピュアークック府中店（現在は閉店）、2014年

### 現在
- 廿日市市
  - 青葉台店
  - アジナモール店
- 広島市西区
  - 観音店
  - 己斐上店
- 広島市南区
  - 洋光台店 - 旧「フジ」店舗
  - 東雲店 - 旧「フジ・ZY」店舗
- 広島市東区
  - 牛田店
- 広島市安佐南区
  - 毘沙門台店
- 広島市安佐北区
  - あさひが丘店
- 広島市佐伯区
  - 五月が丘店
- 呉市
  - 吉浦店
  - 長ノ木店
  - 中通店

### 過去
- ふれあい市場井口店（広島市西区） - 2015年2月閉店
- 府中店（安芸郡府中町）- 2016年2月29日閉店
- 鈴が峰店（広島市西区） - 2019年2月28日閉店